# جراهام (عشيرة)
جراهام (بالإنجليزية: Graham)‏ هي عشيرة اسكتلندية، كانت تملك اراضي شاسعة في مرتفعات سكوتلندا. 

## التاريخ
هناك تقليد متعارف يقول أن أول افراد عشيرة جراهام كان أحد أفراد عائلة جريم التي حطمت الجدار الأنطوني الروماني، لإخراج الجيوش الرومانية من اسكتلندا. لكن هناك أصول أخرى للتراث تقول ان أصل زعماء عشيرة غراهام يرجع إلى النورمان الإنجليز. وقد ذُكرت جراهام في كتاب يوم الحساب (ونشيستر) في عهد وليام الأول. وعندما جلس ديفيد الأول على عرش اسكتلندا، كان السير وليام غراهام أحد الفرسان الذين رافقوه والذي كان حاضرا عند تشييد دير هوليرود، حيث شهد ميثاقها التأسيسي.
أول الأراضي التي تملكها زعماء عشيرة غراهام كانت في ضواحي دالكيث في ميدلوثيان. وقد حضر السير نيكولاس غراهام برلمان 1290 والذي تم فيه توقيع معاهدة بيرغام.